# Thierry Malet
Pour les articles homonymes, voir Malet.
Thierry Malet est un compositeur français de musiques de films. Il est le concepteur de l'une des premières guitares numériques MIDI et d'un nouveau système de spatialisation 3D.

## Biographie
À partir de 7 ans, Thierry Malet étudie le piano au conservatoire de Paris[Lequel ?] où il reçoit des cours d’harmonie et de composition[réf. souhaitée].
À 17 ans, à l’école de Claude Bolling, il découvre sa véritable passion, l’écriture de musique de film. Afin de mieux comprendre l’acoustique musicale, il intègre l'École centrale des arts et métiers. Durant ce cycle d'étude, il conçoit la première guitare acoustique-numérique MIDI. Il achèvera ses études par un doctorat portant sur la visualisation de la musique à l'université de Sheffield (Royaume-Uni).
De retour en France en 1994, il compose des musiques originales pour des reportages, des documentaires télévisés, puis des musiques de longs métrages, français et américains[réf. souhaitée].
En 1995, il fonde sa société de production et d'édition musicales, Arpegam[réf. souhaitée].
En 1996, il dirige l'enregistrement et les orchestrations des chants de l'Emmanuel. Il participe à la comédie musicale Maria en 2004, ainsi qu'au spectacle musical Ourra (2011-2012) qui s'est produit au Palais des congrès de Paris et à l'Olympia. Il compose également les parties instrumentales et les orchestrations du spectacle musical Malkah au palais des congrès de Paris (2015-2017).
Thierry Malet a composé également la bande-originale du film musical Imago qui a reçu le Rail d'Or au festival de Cannes / Semaine de la critique et le prix SACEM de la « meilleure musique de film ». Il a signé en 2010 la musique du film Le Pigeon avec François Morel, Thierry Lhermitte et Claire Keim[réf. souhaitée].
En 2015, il compose la musique du film Des roses en hiver de Lorenzo Gabriele avec Jean-Pierre Marielle, Mylène Demongeot et Léa Drucker[réf. souhaitée].
En 2016, il signe la musique d'un spectacle grandiose sous le dôme du Grand Palais à Paris, la Conquête de l'air, show à 360° qui célèbre les 100 ans de l'aviation française.
En 2017, Thierry Malet a célébré ses 18 ans de collaboration avec l'orchestre philharmonique de Prague.

## Filmographie

### Cinéma
- 1997 : Transair (Grand prix du Festival de Biarritz)
- 1999 : Chuut de Christophe Legendre
- 2000 : Parking de Christophe Stupar
- 2000 : La Dernière Femme de Benoît Proux
- 2001 : Riffed de Lorenzo Gabriele
- 2001 : Appel d'air d'Armault Labaronne
- 2002 : Volutes de Romain Clément
- 2003 : L'Alexandrophagie de Sylvain Gillet
- 2003 : Nuit d'Amour de Ron Dyens
- 2004 : Aligato de Maka Sidibé
- 2005 : Imago de Cédric Babouche
- 2009 : Tragédie Grouick de Matthieu Van Eeckhout et Marc Earcersall
- 2013 : L'Échange de Michael Mongin et Jérôme Léonard
- 2013 : Starcraf Les ailes de la liberté - Trailer
- 2013 : Le Lagon d'Éric Beauducel (IMAX – 3D)
- 2013 : Les luminescences d'Avignon de Bruno Seillier (3D)
- 2014 : Le Petit Houdini de Cédric Babouche
- 2015 : L'Œil du cyclone de Sékou Traoré et Luis Marques
- 2019 : Tijuana Bible de Jean-Charles Hue

### Télévision
- 2016 : Qui sème l'amour... de Lorenzo Gabriele avec Julie de Bona
- 2015 : Des roses en hiver de Lorenzo Gabriele avec Jean-Pierre Marielle
- 2015 : Pater Noster d'Eddy Vicken et Yvon Bertorello
- 2015 :  Haroun Tazieff / Claude Allègre – La guerre des volcans d'Éric Beauducel
- 2014 : 1910 : Paris sous les eaux de Olivier Poujaud et Éric Beauducel
- 2014 : Ils font dans la dentelle de Valérie Jourdan et Éric Beauducel
- 2013 : Femmes de silence d'Eddy Vicken
- 2013 : Une justice entre deux mondes d'Éric Beauducel
- 2013 : Prêtre pour se donner de Véronique Brechot
- 2012 : Au nom du frère d'Éric Beauducel
- 2012 : Cathologue série réalisé par Aymeric Christensen
- 2012 : Gainesville, Dios Primeramente d'Éric Beauducel
- 2011 : Comme chez soi de Lorenzo Gabriele
- 2011 : Pierre et l’Emmanuel de Bernard Simon et Éric Beauducel
- 2010 : Walpole, l'île mystérieuse d'Éric Beauducel
- 2010 : Le Pigeon de Lorenzo Gabriele avec François Morel et Thierry Lhermitte
- 2009 : Those Special Men d'Eddy Vicken & Yvon Bertorello
- 2009 : Le Mont Athos de Yvon Bertorello et Eddy Vicken
- 2008 : La Mascarade des Makhishis de Jérôme Ségur
- 2008 : Frères de sang de Bernard Simon
- 2008 : Moussa à Paris – Série réalisée par Maka Sidibé
- 2007 : Mister French Taste de Benoît Proux et Eric Beauducel
- 2007 : Notable donc coupable de Francis Girod
- 2006 : Allez de l’avant d'Éric Beauducel
- 2005 : Parlez-moi d'amour de Lorenzo Gabriele
- 2004 : Vous êtes de la région ? de Lionel Epp
- 2004 : Le Bataillon des guitaristes d'Éric Beauducel
- 2003 : Les Vieux Trains – Série de 4 documentaires
- 2003 : Je hais les enfants de Lorenzo Gabriele
- 2003 : Les femmes ont toujours raison d'Élisabeth Rappeneau
- 2003 : La Famille Barbecuche de Lorenzo Gabriele
- 2002 : Third base de Thomas Goupille
- 2002 : Le Prix de la mort de Thomas Goupille
- 2002 : Le hasard fait bien les choses de Lorenzo Gabriele
- 2001 : L'Héritier de Christian Karcker
- 2000 : Volcans sous surveillance d'Éric Beauducel
- 2000 : Le siège des Dieux d'Éric Beauducel
- 1999 : Le Feu qui nourrit d'Éric Beauducel
- 1998 : Le Morbihan, vents et marées de Nicolas Mifsud
- 1998 : La Sagesse sous les hêtres de par Éric Beauducel
- 1998 : Vingt ans Veneur d'Éric Beauducel
- 1998 : Vents et Marées – Série d'Éric Beauducel
- 1998 : Le Finistère – Série de 2 documentaires de David Teyssandier
- 1998 : À la recherche du Tassergal d'Éric Beauducel
- 1998 : Côte d’Opale d'Isabelle Saunois
- 1998 : Surfcasting sous les falaises normandes de Nicolas Mifsud
- 1998 : Charentes, vents et marées d'Isabelle Saunois
- 1998 : Ile d’Yeu de père en fils d'Éric Beauducel
- 1998 : La Chasse saison II – série de 6 documentaires d'Éric Beauducel
- 1998 : Une femme parmi les hommes d'Isabelle Saunois
- 1998 : Surf en mer Baltique de Jérôme Colin
- 1998 : Delta de l'Ebre – Espagne d'Éric Beauducel
- 1998 : La manche, vents et marées de Nicolas Mifsud
- 1998 : Surfcasting dans les Pertuis de David Teyssandier
- 1997 : Eiffel et sa tour de Claire Jenteur
- 1997 : Les Transportés'' d'Éric Beauducel
- 1997 : L'Aventure d’Alexandre Le Grand de Jean-Philippe Quillien
- 1997 : La Chasse saison I, Série de 6 documentaires d'Éric Beauducel
- 1997 : Un territoire en Sologne de Véronique Klener et Éric Beauducel
- 1997 : Un poète dans la garrigue d'Isabelle Saunois
- 1997 : La Pêche à la dorade royale d'Éric Beauducel
- 1996 : Mafa Africain de Bernard Simon
- 1996 : Einstein et son temps de Daniel Garric
- 1995 : Une vie donnée de Yves Humbert
- 1994 : Les Chansonniers de Bernard Simon